# Hołyń (przystanek kolejowy)
Hołyń (ukr. Голинь, ros. Голынь) – przystanek kolejowy w miejscowości Hołyń, w rejonie kałuskim, w obwodzie iwanofrankiwskim, na Ukrainie.
Przystanek powstał w czasach Austro-Węgier na linii Kolei Arcyksięcia Albrechta (później części Galicyjskiej Kolei Transwersalnej) pomiędzy stacjami Rożniatów-Krechowice i Kałusz.